# صوفيا فولتيبسي
صوفيا فولتيبسي (باليونانية: Σοφία Βούλτεψη) صحفية يونانية وسياسية وعضوة في البرلمان اليوناني عن الديمقراطية الجديدة، كما انها كانت نائب رئيس الوزراء والمتحدث الرسمي باسم حكومة اليونان.
ولدت في بيرايوس، ودرست القانون في جامعة أثينا كابوديستريان الوطنية.